# Common Unix Printing System
Common Unix Printing System eller forkortet: CUPS er
modulært udskrivningssystem til Unix-lignende styresystemer, der gør det muligt at få en datamat eller pc til at fungere som server for al udskrivning.
En server, der kører CUPS, er en vært for klienter – og kan modtage et udskrivningsjob, behandle det og sende det videre til en relevant udskrivningsenhed/skriver.
CUPS bruger Internet Printing Protocol (IPP) som basis for håndtering af udskrivningsjob og -køer. CUPS anvender også  PostScript Printer Description (PPD).
Alt sammen programmel inden for Open Source-kategorien.
- Wikimedia Commons har flere filer relateret til Common Unix Printing System

| Software | Spire Denne artikel om software og programmering er en spire som bør udbygges. Du er velkommen til at hjælpe Wikipedia ved at udvide den. |